# Paralelo 10 sur
El paralelo 10 Sur es un paralelo que está 10 grados al sur del plano ecuatorial de la Tierra.
Comenzando en el meridiano de Greenwich en la dirección este, el paralelo 10 Sur pasa sucesivamente por:
| País, territorio o mar          | Notas |
| ------------------------------- | --- |
| Océano Atlántico                | |
| Angola                          | |
| República Democrática del Congo | |
| Zambia                          | |
| Malaui                          | |
| Lago Malawi                     | |
| Tanzania                        | |
| Océano Índico                   | |
| Seychelles                      | Grupo de Aldabra |
| Océano Índico                   | Pasa entre el Grupo de Farquhar y la Isla Cerf, Seychelles Pasa al norte de las Islas Agalega, Mauricio                                                                       |
| Indonesia                       | Isla de Sumba |
| Mar de Savu                     | |
| Indonesia                       | Isla de Timor |
| Océano Índico                   | Mar de Timor |
| Mar de Arafura                  | |
| Australia                       | Islas del Estrecho de Torres |
| Océano Pacífico                 | Mar de Coral |
| Papúa Nueva Guinea              | Isla de Nueva Guinea e Isla Normanby |
| Océano Pacífico                 | Mar de Salomón |
| Océano Pacífico                 | Pasa entre las islas de Guadalcanal y Makira, Islas Salomón · Pasa entre los arquipélagos Duff y Reef, Islas Salomón · Pasa entre los atóis de Nukulaelae y Niulakita, Tuvalu |
| Islas Cook                      | Atolón Rakahanga |
| Océano Pacífico                 | |
| Kiribati                        | Isla Caroline |
| Océano Pacífico                 | |
| Polinesia Francesa              | Islas Tahuata y Mohotani |
| Océano Pacífico                 | |
| Perú                            | |
| Frontera entre Brasil y Perú    | |
| Perú                            | |
| Brasil                          | |
| Bolivia                         | |
| Brasil                          | |
| Océano Atlántico                | |